# 山崎町 (宮崎市)
山崎町（やまさきちょう）とは、宮崎県宮崎市内の地名。檍地域自治区に属している。郵便番号は880-0836。

## 地理
宮崎市の東部、檍地域自治区に属する。日向灘に面した海岸線に沿い松林があり、シーガイアの大部分やゴルフ場が当地に属する。防風林より西側は耕作地が広がる。
北を大字塩路、南を阿波岐原町と接する。、南西方に飛び地があり、東とを阿波岐原町、北西を村角町、南西を波島2丁目と、波島の成立により飛び地となった阿波岐原町と接する。

## 歴史
- 1932年4月20日 - 檍村が宮崎市に編入。宮崎市大字山崎が成立。
- 1933年 - 大字山崎が山崎町に改称。

## 世帯数と人口
2023年（令和5年）9月1日現在の世帯数と人口は以下の通りである。
| 町丁   | 世帯数  | 人口  |
| ------ | ------- | ----- |
| 山崎町 | 474世帯 | 849人 |

## 小・中学校の学区
市立小・中学校に通う場合、学区は以下の通りとなる。
| 町名                 | 小学校               | 中学校               |
| -------------------- | -------------------- | -------------------- |
| 山崎町               | 宮崎市立檍北小学校   | 宮崎市立檍中学校     |
| 山崎町の一部(飛び地) | 宮崎市立宮崎東小学校 | 宮崎市立東大宮中学校 |

## 交通

### バス
宮交グループの運営するバスが営業している。

### 道路
- 宮崎県道10号宮崎インター佐土原線（一ツ葉道路）
- 宮崎県道11号宮崎島之内線（宮崎内環状線）

## 施設
- シーガイア
  - シェラトン・グランデ・オーシャンリゾート
- フローランテ宮崎